# Alfabet arameu
L'alfabet arameu és un alfabet abjad dissenyat per escriure l'arameu. Com els altres abjads, totes les lletres representen consonants; algunes matres lectionis són consonants que també representen vocals llargues.
Les inscripcions més recents en l'idioma arameu usen l'alfabet fenici. Llavors l'alfabet es desenvolupà en la forma mostrada a sota. L'ús de l'arameu com una lingua franca a través de l'Orient Mitjà des del segle viii aC portà a l'adopció gradual de l'alfabet arameu per escriure l'hebreu. Abans, l'hebreu s'escrivia emprant un alfabet proper al fenici, anomenat l'alfabet paleohebreu.
Els alfabets hebreu i nabateu són una mica diferents en estil amb respecte a l'alfabet arameu. El desenvolupament de versions en cursiva de l'arameu porten a la creació dels alfabets siríac, palmireneà i mandeu. Aquestes escriptures formaren la base dels alfabets àrab, sogdià, orkhon i mongol. Controvertidament és reclamat com el possible origen dels alfabets índis.
Tot i que l'arameu es diferencia considerablement de l'hebreu, és un idioma afí a aquest, l'alfabet del qual consta de les mateixes lletres i gairebé els mateixos noms. Igual que l'hebreu, l'arameu s'escriu de dreta a esquerra i en un principi la seva escriptura era consonàntica. No obstant això, els masoretes afegiren punts vocàlics a l'arameu emprat a la Bíblia igual que ho feren amb l'hebreu. En estar en contacte amb altres llengües l'arameu va rebre llur influència.
Actualment l'arameu bíblic, els dialectes jueus neoarameus i l'idioma arameu del Talmud estan escrits amb alfabet hebreu. L'idioma siríac i els dialectes cristians neoarameus estan escrits amb alfabet siríac.

## Alfabet arameu imperial
Reescrit de A Grammar of Biblical Aramic de Franz Rosenthal; les formes foren emprades a l'Egipte, segle v aC.
| Nom    | Lletra | Unicode | Equivalent a l'hebreu | Equivalent al siríac | Equivalent a l'àrab | Equivalent al fenici | Equivalent al iemenita | Equivalent a l'amhàric | El so corresponent |       |       |   |   |   |   |   |   |   |                 |
| ------ | ------ | ------- | --------------------- | -------------------- | ------------------- | -------------------- | ---------------------- | ---------------------- | ------------------ | ----- | ----- | - | - | - | - | - | - | - | --------------- |
| Nom    | Lletra | Unicode | Equivalent a l'hebreu | Equivalent al siríac | Equivalent a l'àrab | Equivalent al fenici | Equivalent al iemenita | Equivalent a l'amhàric | El so corresponent | 'Ālap | 'Ālap | 𐡀 | א | ܐ | ﺍ | 𐤀 | 𐩱 | አ | /ʔ/; /aː/, /eː/ |
| Bēṯ    | Bēṯ    | 𐡁       | ב                     | ܒ                    | ب                   | 𐤁                    | 𐩨                      | በ                      | /b/, /v/           |       |       |   |   |   |   |   |   |   |                 |
| Gāmal  | Gāmal  | 𐡂       | ג                     | ܓ                    | ج                   | 𐤂                    | 𐩴                      | ገ                      | /ɡ/, /ɣ/           |       |       |   |   |   |   |   |   |   |                 |
| Dālaṯ  | Dālaṯ  | 𐡃       | ד                     | ܕ                    | د                   | 𐤃                    | 𐩵                      | ደ                      | /ð/, /d/           |       |       |   |   |   |   |   |   |   |                 |
| Hē     | Hē     | 𐡄       | ה                     | ܗ                    | ﻩ                   | 𐤄                    | 𐩠                      | ሀ                      | /h/                |       |       |   |   |   |   |   |   |   |                 |
| Wāw    | Wāw    | 𐡅       | ו                     | ܘ                    | و                   | 𐤅                    | 𐩥                      | ወ                      | /w/; /oː/, /uː/    |       |       |   |   |   |   |   |   |   |                 |
| Zain   | Zayn   | 𐡆       | ז                     | ܙ                    | ز                   | 𐤆                    | 𐩸                      | ዘ                      | /z/                |       |       |   |   |   |   |   |   |   |                 |
| Ḥēṯ    | Ḥēṯ    | 𐡇       | ח                     | ܚ                    | ح                   | 𐤇                    | 𐩢                      | ሐ                      | /ħ/ /X/            |       |       |   |   |   |   |   |   |   |                 |
| Ṭēṯ    | Ṭēṯ    | 𐡈       | ט                     | ܛ                    | ط                   | 𐤈                    | 𐩷                      | ጠ                      | emfàtic /tˤ/       |       |       |   |   |   |   |   |   |   |                 |
| Yōḏ    | Yōḏ    | 𐡉       | י                     | ܝ                    | ﻱ                   | 𐤉                    | 𐩺                      | የ                      | /j/; /iː/, /eː/    |       |       |   |   |   |   |   |   |   |                 |
| Kāp    | Kāp    | 𐡊       | כ                     | ܟ                    | ك                   | 𐤊                    | 𐩫                      | ከ                      | /k/, /x/           |       |       |   |   |   |   |   |   |   |                 |
| Lāmaḏ  | Lāmaḏ  | 𐡋       | ל                     | ܠ                    | ل                   | 𐤋                    | 𐩡                      | ለ                      | /l/                |       |       |   |   |   |   |   |   |   |                 |
| Mīm    | Mīm    | 𐡌       | מ                     | ܡ                    | ﻡ                   | 𐤌                    | 𐩣                      | መ                      | /m/                |       |       |   |   |   |   |   |   |   |                 |
| Nūn    | Nūn    | 𐡍       | נ                     | ܢ                    | ﻥ                   | 𐤍                    | 𐩬                      | ነ                      | /n/                |       |       |   |   |   |   |   |   |   |                 |
| Semkaṯ | Semkaṯ | 𐡎       | ס                     | ܣ                    | -                   | 𐤎                    | 𐩯                      | ሰ                      | /s/                |       |       |   |   |   |   |   |   |   |                 |
| ʿĒ     | ʿĒ     | 𐡏       | ע                     | ܥ                    | ع                   | 𐤏                    | 𐩲                      | ዐ                      | /ʕ/                |       |       |   |   |   |   |   |   |   |                 |
| Pē     | Pē     | 𐡐       | פ                     | ܦ                    | ف                   | 𐤐                    | 𐩰                      | ፈ                      | /p/, /f/           |       |       |   |   |   |   |   |   |   |                 |
| Ṣāḏē   | ,      | 𐡑       | צ                     | ܨ                    | ص                   | 𐤑                    | 𐩮                      | ጸ                      | emfàtic /sˤ/       |       |       |   |   |   |   |   |   |   |                 |
| Qōp    | Qōp    | 𐡒       | ק                     | ܩ                    | ق                   | 𐤒                    | 𐩤                      | ቀ                      | /q/                |       |       |   |   |   |   |   |   |   |                 |
| Rēš    | Rēš    | 𐡓       | ר                     | ܪ                    | ر                   | 𐤓                    | 𐩧                      | ረ                      | /r/                |       |       |   |   |   |   |   |   |   |                 |
| Šīn    | Šīn    | 𐡔       | ש                     | ܫ                    | ش                   | 𐤔                    | 𐩦                      | ሠ                      | /ʃ/                |       |       |   |   |   |   |   |   |   |                 |
| Taw    | Taw    | 𐡕       | ת                     | ܬ                    | ت                   | 𐤕                    | 𐩩                      | ተ                      | /t/, /θ/           |       |       |   |   |   |   |   |   |   |                 |